# Менглиев, Тилла
Тилла Менглиев — советский хозяйственный, государственный и политический деятель.

## Биография
Родился в 1940 году в Сурхандарьинской области. Член КПСС.
С 1959 года — на хозяйственной, общественной и политической работе. В 1959—2000 гг. — комсомольский работник в Сурхандарьинской области, первый секретарь Сурхандарьинского обкома ЛКСМ Узбекистана, партийный работник в Сурхандарьинской области, первый секретарь Сарыассийского райкома КП Узбекистана, председатель Сурхандарьинского областного Совета профессиональных союзов, председатель исполкома Сурхандарьинского областного Совета народных депутатов, хоким Денауского района.
Избирался депутатом Верховного Совета Узбекской ССР 12-го созыва, Олий Мажлиса Узбекистана (1995—1999). Делегат XXVIII съезда КПСС.
Жил в Узбекистане.

## Награды и звания
- орден Трудового Красного Знамени (27.12.1976)
- орден Дружбы народов (26.02.1981)
- орден «Знак Почёта» (27.08.1971; 08.12.1973)[4][5]